# 藏頭詩 (李淳風)
《藏頭詩》，中國民間流傳的眾多預言之一，後人偽託是唐朝李淳風所作。雖然名為藏頭詩但是並不容易找出隱藏的字句。內容講述唐朝貞觀七年五月十九日，唐太宗向李淳風問起未來世事，兩者一問一答的對話，最後以李淳風說「此後一治一亂，兩兩相至，酉戌之年，人數盡矣，天地合矣。」唐太宗回道「噫！朕知之矣。」作為結束。